# Liste des modèles Dinky Toys

## Dinky Toys France

### Modèles de série
| Référence | Modèle                                                           | Année d'introduction | Année d'abandon | Notes |
| --------- | ---------------------------------------------------------------- | -------------------- | --------------- | --- |
| 1         | Personnel de gare                                                | 1934                 | 1948            | |
| 1a        | Chef de gare                                                     | 1934                 | 1948            | |
| 1b        | Porteur                                                          | 1934                 | 1948            | |
| 1c        | Chef de train                                                    | 1934                 | 1948            | |
| 1d        | Sergent de ville                                                 | 1934                 | 1948            | |
| 1e        | Contrôleur                                                       | 1934                 | 1948            | |
| 2         | Voyageurs                                                        | 1934                 | 1948            | |
| 2a        | Paysan normand                                                   | 1934                 | 1948            | |
| 2b        | Bécassine                                                        | 1934                 | 1948            | |
| 2c        | Jeune fille                                                      | 1934                 | 1948            | |
| 2d        | Boy-scout                                                        | 1934                 | 1948            | |
| 2e        | Garçons assis                                                    | 1934                 | 1948            | |
| 2f        | Petite fille assise                                              | 1934                 | 1948            | |
| 2g        | Banc                                                             | 1934                 | 1948            | |
| 3         | Bétail                                                           | 1934                 | 1948            | |
| 3a        | Porc                                                             | 1934                 | 1948            | |
| 3b        | Mouton                                                           | 1934                 | 1948            | |
| 3c        | Cheval                                                           | 1934                 | 1948            | |
| 3d        | Vache                                                            | 1934                 | 1948            | |
| 4         | Employés de chemin de fer                                        | 1934                 | 1948            | |
| 4a        | Cuisinier                                                        | 1934                 | 1948            | |
| 4b        | Chauffeur                                                        | 1934                 | 1948            | |
| 4c        | Mécanicien                                                       | 1934                 | 1948            | |
| 4d        | Homme d'équipe                                                   | 1934                 | 1948            | |
| 4e        | Femme garde-barrière                                             | 1934                 | 1948            | |
| 4f        | Porteur avec bagages                                             | 1934                 | 1948            | |
| 5         | Personnages                                                      | 1936                 | 1946            | |
| 5a        | Dame et enfant                                                   | 1938                 | 1946            | |
| 5b        | Voyageur                                                         | 1936                 | 1946            | |
| 5c        | Touriste                                                         | 1936                 | 1946            | |
| 5d        | Ecclésiastique                                                   | 1936                 | 1946            | |
| 5e        | Crieur de journaux                                               | 1936                 | 1946            | |
| 5f        | Sportive                                                         | 1936                 | 1946            | |
| 6         | Berger avec chien et moutons                                     | 1934                 | 1946            | |
| 6a        | Berger                                                           | 1934                 | 1946            | |
| 6b        | Chien                                                            | 1934                 | 1946            | |
| 10        | Personnages assortis                                             | 1934                 | 1947            | |
| 14        | Triporteur                                                       | 1935                 | 1952            | |
| 14z       | Triporteur                                                       | 1937                 | 1939            | Référence utilisée uniquement à l'exportation.                                                              |
| 16        | Autorail articulé 3 pièces                                       | 1935                 | 1940            | |
| 16a       | Autorail articulé 2 pièces                                       | 1940                 | 1940            | |
| 17        | Train de marchandises                                            | 1935                 | 1940            | |
| 18        | Train de marchandises                                            | 1934                 | 1940            | |
| 19        | Train de voyageurs                                               | 1935                 | 1940            | |
| 20        | Train de voyageurs                                               | 1934                 | 1938            | |
| 21        | Train de marchandises mixte                                      | 1934                 | 1940            | |
| 21a       | Locomotive à vapeur                                              | 1934                 | 1940            | |
| 21b       | Wagon bois                                                       | 1934                 | 1940            | |
| 21c       | Wagon tombereau                                                  | 1934                 | 1940            | |
| 21d       | Wagon grue                                                       | 1934                 | 1940            | |
| 22a       | Roadster sport                                                   | 1933                 | 1937            | |
| 22A       | Maserati 2000 Sport                                              | 1958                 | 1959            | Renuméroté 505.                                                                                             |
| 22b       | Coupé sport                                                      | 1934                 | 1937            | |
| 22c       | Roadster sport                                                   | 1934                 | 1937            | |
| 22d       | Coupé sport                                                      | 1934                 | 1937            | |
| 23        | Voiture de course                                                | 1933                 | 1935            | |
| 23a       | Voiture de course                                                | 1935                 | 1940            | |
| 23b       | Voiture de course profilée Renault                               | 1935                 | 1940            | |
| 23b       | Voiture de course fermée Hotchkiss                               | 1940                 | 1948            | |
| 23B       | Voiture de course fermée Renault                                 | 1949                 | 1949            | |
| 23B       | Voiture de course                                                | 1950                 | 1951            | |
| 23C       | Mercedes-Benz de course                                          | 1936                 | 1951            | |
| 23D       | Auto Union record                                                | 1936                 | 1950            | De 1936 -1941, de nouveau dès 1950                                                                          |
| 23H       | Talbot-Lago de course                                            | 1953                 | 1959            | Renuméroté 510.                                                                                             |
| 23J       | Ferrari de course                                                | 1956                 | 1959            | Renuméroté 511.                                                                                             |
| 24        | Coffret de voitures                                              | 1935                 | 1948            | |
| 24        | Coffret-cadeau tourisme                                          | 1955                 | 1959            | Renuméroté 500.                                                                                             |
| 24A       | Chrysler New-Yorker                                              | 1956                 | 1959            | Renuméroté 520.                                                                                             |
| 24b       | Conduite intérieure 7 places                                     | 1934                 | 1948            | |
| 24B       | Peugeot 403                                                      | 1956                 | 1959            | Renuméroté 521.                                                                                             |
| 24C       | Citroën DS 19 1955 sans glaces                                   | 1956                 | 1957            | |
| 24CP      | Citroën DS 19 1955 avec glaces                                   | 1958                 | 1959            | Renuméroté 522.                                                                                             |
| 24d       | Berline de voyage                                                | 1934                 | 1948            | |
| 24D       | Plymouth Belvedere                                               | 1957                 | 1959            | Renuméroté 523.                                                                                             |
| 24e       | Conduite intérieure aérodynamique                                | 1934                 | 1948            | |
| 24E       | Renault Dauphine                                                 | 1957                 | 1959            | Renuméroté 524.                                                                                             |
| 24f       | Coupé grand sport                                                | 1934                 | 1948            | |
| 24F       | Familiale 403 Peugeot                                            | 1958                 | 1959            | Renuméroté 525.                                                                                             |
| 24g       | Grand sport 4 places                                             | 1934                 | 1948            | |
| 24h       | Roadster 2 places                                                | 1934                 | 1948            | |
| 24H       | Mercedes 190 SL                                                  | 1958                 | 1959            | Renuméroté 526.                                                                                             |
| 24J       | Alfa Romeo "1900 Super Sprint"                                   | 1959                 | 1959            | Renuméroté 527.                                                                                             |
| 24k       | Peugeot 402                                                      | 1939                 | 1949            | |
| 241       | Peugeot 402 Taxi                                                 | 1939                 | 1948            | |
| 24K       | Simca Vedette "Chambord"                                         | 1959                 | 1961            | Renuméroté 528.                                                                                             |
| 24L       | 2 CV Vespa 400                                                   | 1959                 | 1963            | Renuméroté 529.                                                                                             |
| 24m       | Jeep US Army                                                     | 1946                 | 1948            | |
| 24m       | Jeep civile                                                      | 1948                 | 1949            | |
| 24M       | Volkswagen Karmann-Ghia                                          | 1959                 | 1962            | Renuméroté 530.                                                                                             |
| 24N       | Citroën Traction avant 11 BL avec roue de secours                | 1949                 | 1952            | |
| 24N       | Citroën Traction avant 11 BL avec coffre                         | 1953                 | 1957            | |
| 24N       | Fiat 1200 Grande Vue                                             | 1959                 | 1963            | Renuméroté 531.                                                                                             |
| 24O       | Studebaker State coupé                                           | 1949                 | 1950            | |
| 24P       | Packard Eight Sedan                                              | 1949                 | 1949            | |
| 24Q       | Ford Vedette limousine                                           | 1950                 | 1955            | |
| 24R       | Peugeot 203                                                      | 1951                 | 1959            | Renuméroté 533.                                                                                             |
| 24S       | Simca 8 sport                                                    | 1952                 | 1959            | Renuméroté 534.                                                                                             |
| 24T       | Citroën 2CV                                                      | 1952                 | 1963            | Renuméroté 535.                                                                                             |
| 24U       | Simca 9 Aronde                                                   | 1953                 | 1955            | |
| 24U       | Aronde 1300                                                      | 1956                 | 1959            | Renuméroté 536.                                                                                             |
| 24UT      | Simca Élysée taxi                                                | 1956                 | 1959            | Renuméroté 537.                                                                                             |
| 24V       | Buick Roadmaster                                                 | 1954                 | 1959            | Renuméroté 538.                                                                                             |
| 24X       | Vedette 1954                                                     | 1954                 | 1956            | |
| 24XT      | Ford Vedette 1954 taxi                                           | 1956                 | 1959            | Renuméroté 539.                                                                                             |
| 24Y       | Studebaker Commander coupé                                       | 1955                 | 1959            | Renuméroté 540.                                                                                             |
| 24Z       | Simca Versailles                                                 | 1956                 | 1959            | Renuméroté 541.                                                                                             |
| 24ZT      | Simca Ariane taxi                                                | 1959                 | 1959            | Renuméroté 542.                                                                                             |
| 25        | Coffret de camions                                               | 1935                 | 1948            | |
| 25a       | Camion benne entrepreneur                                        | 1935                 | 1948            | |
| 25A       | Ford Bétaillère                                                  | 1950                 | 1952            | |
| 25b       | Camion bâché                                                     | 1935                 | 1948            | |
| 25B       | Peugeot D3A tôlé                                                 | 1953                 | 1953            | |
| 25B       | Peugeot D3A "Lampe Mazda"                                        | 1953                 | 1954            | |
| 25BY      | Peugeot D3A "Postes"                                             | 1954                 | 1959            | Renuméroté 560.                                                                                             |
| 25c       | Camion plate-forme                                               | 1935                 | 1948            | |
| 25C       | Citroën 1 200 kg                                                 | 1954                 | 1957            | |
| 25C       | Citroën 1 200 kg "Ch. Gervais"                                   | 1957                 | 1959            | Renuméroté 561.                                                                                             |
| 25CG      | Citroën 1 200 kg "Cibié"                                         | 1959                 | 1959            | Renuméroté 561.                                                                                             |
| 25d       | Camion citerne                                                   | 1935                 | 1935            | |
| 25d       | Camion citerne "Standard"                                        | 1935                 | 1937            | |
| 25d       | Camion citerne "Essolube"                                        | 1938                 | 1948            | |
| 25d       | Camion citerne "Esso"                                            | 1947                 | 1949            | |
| 25D       | Citroën 2CV fourgonnette incendie                                | 1958                 | 1959            | Renuméroté 562.                                                                                             |
| 25e       | Camion à benne basculante                                        | 1935                 | 1948            | |
| 25f       | Camion avec plate-forme à ridelles                               | 1935                 | 1948            | |
| 25g / 25G | Remorque à 4 roues                                               | 1935                 | 1952            | |
| 25H       | Ford plateau brasseur                                            | 1949                 | 1950            | |
| 25I       | Ford benne entrepreneur                                          | 1949                 | 1952            | |
| 25J       | Ford camion bâché                                                | 1949                 | 1950            | |
| 25JB      | Ford camion bâché "SNCF"                                         | 1949                 | 1952            | |
| 25JJ      | Ford camion bâché "Calberson"                                    | 1949                 | 1952            | |
| 25JV      | Ford camion bâché "Grands Moulins de Paris"                      | 1953                 | 1953            | |
| 25K       | Studebaker maraîcher                                             | 1949                 | 1952            | |
| 25L       | Studebaker tapissière                                            | 1949                 | 1952            | |
| 25M       | Studebaker avec benne basculante                                 | 1949                 | 1955            | |
| 25N       | Coffret luxe de camions                                          | 1949                 | 1950            | Fords et Studebaker                                                                                         |
| 25O       | Studebaker laitier                                               | 1949                 | 1955            | |
| 25P       | Studebaker pick-up                                               | 1949                 | 1955            | |
| 25Q       | Studebaker camionnette bâchée                                    | 1949                 | 1952            | |
| 25R       | Studebaker dépanneuse                                            | 1949                 | 1954            | |
| 25R       | Ford dépanneuse                                                  | 1954                 | 1955            | |
| 25S       | Coffret de camions                                               |                      |                 | Cette référence n'existe pas.                                                                               |
| 25S       | Remorque 2 roues découverte                                      | 1949                 | 1952            | |
| 25T       | Remorque 2 roues découverte                                      | 1949                 | 1955            | |
| 25U       | Ford camion citerne "Esso"                                       | 1949                 | 1952            | |
| 25V       | Ford benne à ordures                                             | 1950                 | 1955            | |
| 26        | Autorail                                                         | 1934                 | 1940            | Cet autorail n'est pas un Bugatti.                                                                          |
| 29D       | Autobus parisien 1937                                            | 1939                 | 1950            | |
| 29DZ      | Paris bus                                                        | 1939                 | 1940            | Référence utilisée uniquement à l'exportation, La référence 29DS n'existe pas.                              |
| 29D       | Autobus parisien Somua                                           | 1952                 | 1959            | Renuméroté 570.                                                                                             |
| 29E       | Autocar Isobloc                                                  | 1950                 | 1955            | |
| 29EB      | Autocar Isobloc "Air France"                                     | 1950                 | 1951            | il n'en est connu que deux.                                                                                 |
| 29F       | Autocar Chausson                                                 | 1956                 | 1959            | Renuméroté 571.                                                                                             |
| 30a       | Chrysler Airflow                                                 | 1935                 | 1940            | |
| 30f       | Rolls-Royce                                                      | 1935                 | 1937            | |
| 30e       | Voiture de dépannage avec grue                                   | 1936                 | 1940            | |
| 30g       | Remorque de camping                                              | 1938                 | 1940            | |
| 32AB      | Panhard semi-remorque                                            | 1952                 | 1952            | |
| 32AB      | Tracteur Panhard avec semi-remorque "SNCF"                       | 1952                 | 1963            | Renuméroté 575.                                                                                             |
| 32AJ      | Tracteur Panhard avec semi-remorque "Kodak"                      | 1952                 | 1954            | |
| 32C       | Tracteur Panhard avec semi-remorque citerne "Esso"               | 1954                 | 1959            | Renuméroté 576.                                                                                             |
| 32D       | Auto échelle de pompiers                                         | 1955                 | 1959            | Delahaye Renuméroté 899.                                                                                    |
| 32E       | Fourgon incendie premiers secours Berliet                        | 1957                 | 1959            | Renuméroté 583.                                                                                             |
| 33A       | Fourgon Simca Cargo                                              | 1955                 | 1956            | |
| 33AN      | Déménageur Simca "Cargo"                                         | 1957                 | 1961            | Renuméroté 577.                                                                                             |
| 33B       | Benne basculante Simca "Cargo"                                   | 1955                 | 1959            | Renuméroté 578.                                                                                             |
| 33C       | Miroitier Simca "Cargo"                                          | 1955                 | 1970            | Renuméroté 579.                                                                                             |
| 34A       | Berliet benne carrières                                          | 1955                 | 1970            | Renuméroté 580.                                                                                             |
| 34B       | Plateau Berliet avec container                                   | 1956                 | 1966            | Renuméroté 581.                                                                                             |
| 35a       | Simca 5                                                          | 1939                 | 1950            | |
| 35az      | Fiat two seater saloon                                           | 1939                 | 1940            | Référence utilisée uniquement à l'exportation.                                                              |
| 35A       | Camionnette de dépannage Citroën                                 | 1955                 | 1971            | Renuméroté 582.                                                                                             |
| 36A       | Tracteur Willème avec semi-remorque fardier                      | 1956                 | 1971            | Renuméroté 897.                                                                                             |
| 36B       | Tracteur Willème et semi-remorque bâchée                         | 1958                 | 1971            | Cette semi-remorque n'est pas une savoyarde. Renuméroté 896.                                                |
| 38A       | Camion Unic multibenne Marrel                                    | 1959                 | 1966            | Renuméroté 895.                                                                                             |
| 39A       | Unic Boilot transporteur de voitures                             | 1957                 | 1959            | Renuméroté 894.                                                                                             |
| 38B       | Tracteur Unic saharien                                           | 1959                 | 1959            | Ce modèle ayant été produit au moment de la renumérotation, seule la référence 893 a été utilisée.          |
| 40        | Coffret de six panneaux ville                                    | 1954                 | 1965            | Renuméroté 590.                                                                                             |
| 41        | Coffret de six panneaux route                                    | 1954                 | 1965            | Renuméroté 591.                                                                                             |
| 49        | Distributeur d'essence                                           | 1935                 | 1953            | |
| 49a       | Pompe type colonne                                               | 1935                 | 1953            | |
| 49b       | Pompe type mobile                                                | 1935                 | 1950            | |
| 49c       | Pompe type double débit ou Ville de Paris                        | 1935                 | 1953            | |
| 49D       | Poste de ravitaillement "Esso"                                   | 1954                 | 1963            | Renuméroté 592.                                                                                             |
| 50        | Grue Salev                                                       | 1957                 | 1960            | Renumérotée 595.                                                                                            |
| 52c       | Paquebot "La Normandie" sans rouleaux                            | 1937                 | 1948            | |
| 52d       | Paquebot "La Normandie" sur rouleaux                             | 1937                 | 1948            | |
| 53a       | Cuirassé "Dunkerque" sans rouleaux                               | 1937                 | 1940            | |
| 53b       | Cuirassé "Dunkerque" sur rouleaux                                | 1937                 | 1940            | |
| 53az      | Cuirassé "Dunkerque" sans rouleaux                               | 1937                 | 1940            | Référence utilisée uniquement à l'exportation.                                                              |
| 60        | Coffret d'avions                                                 | 1935                 | 1940            | |
| 60z       | Coffret d'avions                                                 | 1935                 | 1940            | Référence utilisée uniquement à l'exportation.                                                              |
| 60        | Coffret cadeau d'avions                                          | 1957                 | 1960            | Renuméroté 501.                                                                                             |
| 60a       | L'Arc-en-ciel                                                    | 1935                 | 1940            | |
| 60az      | L'Arc-en-ciel                                                    | 1937                 |                 | Référence utilisée uniquement à l'exportation.                                                              |
| 60A       | Intercepteur "Mystère IV A"                                      | 1957                 | 1964            | Renuméroté 800.                                                                                             |
| 60b       | Potez 58                                                         | 1935                 | 1940            | |
| 60B       | Bi-réacteur Vautour S.N.C.A.S.O.                                 | 1957                 | 1964            | Renuméroté 801.                                                                                             |
| 60c       | Henriot H 180 T triplace                                         | 1935                 | 1940            | |
| 60C       | Super G Constellation Lockheed                                   | 1956                 | 1963            | Renuméroté 892.                                                                                             |
| 60d       | Breguet Corsaire type Maubousin                                  | 1935                 | 1940            | |
| 60D       | Sikorsky S58 hélicoptère                                         | 1957                 | 1959            | Renuméroté 802.                                                                                             |
| 60e       | Dewoitine 500                                                    | 1935                 | 1940            | |
| 60E       | Vickers "Viscount"                                               | 1957                 | 1960            | Renuméroté 803.                                                                                             |
| 60f       | Autogire de la Cierva                                            | 1935                 | 1940            | |
| 60F       | SE 210 Caravelle                                                 | 1959                 | 1966            | "Air France" Renuméroté 891.                                                                                |
| 61        | Coffret avions                                                   | 1938                 | 1939            | |
| 61a       | Dewoitine D 338 du moule 60a                                     | 1938                 | 1940            | |
| 61a       | Dewoitine D 338                                                  | 1939                 | 1947            | |
| 61b       | Potez 56                                                         | 1938                 | 1940            | |
| 61c       | Farman F 360                                                     | 1938                 | 1940            | |
| 61d       | Potez 58 sanitaire                                               | 1938                 | 1940            | |
| 61e       | Henriot H 180 M                                                  | 1938                 | 1940            | |
| 61f       | Chasseur Dewoitine 500                                           | 1938                 | 1940            | |
| 62        | Coffret avions                                                   | 1939                 | 1940            | |
| 64        | Coffret avions                                                   | 1939                 | 1948            | |
| 64a       | Amiot 370                                                        | 1939                 | 1949            | |
| 64ac      | Amiot 370 d'observation                                          |                      |                 | L'Amiot 370 réf. 64a avait été prévu en version camouflé sous cette référence mais il n'a pas été produit.  |
| 64az      | Amiot 370                                                        | 1937                 | 1939            | Référence utilisée uniquement à l'exportation.                                                              |
| 64b       | Bloch 220                                                        | 1939                 | 1948            | |
| 64bz      | Bloch 220                                                        | 1937                 | 1939            | Référence utilisée uniquement à l'exportation.                                                              |
| 64c       | Potez 63                                                         | 1939                 | 1948            | |
| 64cc      | Potez 63 de reconnaissance                                       | 1939                 | 1948            | Le Potez 63 réf. 64c avait été prévu en version camouflé sous cette référence mais il n'a pas été produit.  |
| 64d       | Potez 662                                                        | 1939                 | 1940            | |
| 64dc      | Bombardier Potez                                                 | 1939                 | 1948            | Le Potez 662 réf. 64d avait été prévu en version camouflé sous cette référence mais il n'a pas été produit. |
| 64e       | Hydravion transatlantique Potez 161                              |                      |                 | a été étudié mais pas produit.                                                                              |
| 64f       | Hydravion Léo 47                                                 |                      |                 | a été étudié mais pas produit.                                                                              |
| 64g       | Hydravion Léo 240                                                |                      |                 | a été étudié mais pas produit.                                                                              |
| 70        | Coffret locomotion moderne                                       |                      |                 | Ce coffret a-t-il existé ?                                                                                  |
| 70        | Remorque bâchée 4 roues                                          | 1957                 | 1963            | Renuméroté 810.                                                                                             |
| 80A       | Engin Blindé de Reconnaissance Panhard                           | 1957                 | 1964            | Renuméroté 815.                                                                                             |
| 80B       | Hotchkiss Willys Jeep                                            | 1957                 | 1958            | Renuméroté 816.                                                                                             |
| 80C       | Char A.M.X. 13 tonnes                                            | 1958                 | 1970            | Renuméroté 817.                                                                                             |
| 80D       | Camion militaire Berliet tous terrains                           | 1958                 | 1971            | Renuméroté 818.                                                                                             |
| 80E       | Obusier de 155 A.B.S.                                            | 1958                 | 1970            | Renuméroté 819.                                                                                             |
| 80F       | Ambulance militaire Renault Carrier                              | 1959                 | 1971            | Renuméroté 820.                                                                                             |
| 90A       | Richier rouleau compresseur                                      | 1958                 | 1969            | Renuméroté 830.                                                                                             |
| 100       | Renault R4L                                                      | 1962                 | 1969            | Série Junior.                                                                                               |
| 101       | Salle à manger                                                   | 1936                 | 1940            | |
| 101a      | Table                                                            | 1936                 | 1940            | |
| 101b      | Buffet                                                           | 1936                 | 1940            | |
| 101d      | Fauteuil                                                         | 1936                 | 1940            | |
| 101e      | Chaise                                                           | 1936                 | 1940            | |
| 101       | Peugeot 404                                                      | 1962                 | 1969            | Série Junior.                                                                                               |
| 102       | Chambre à coucher                                                | 1936                 | 1940            | |
| 102a      | Lit                                                              | 1936                 | 1940            | |
| 102b      | Armoire                                                          | 1936                 | 1940            | |
| 102c      | Coiffeuse                                                        | 1936                 | 1940            | |
| 102d      | Commode                                                          | 1936                 | 1940            | |
| 102e      | Tabouret                                                         | 1936                 | 1940            | |
| 102f      | Chaise                                                           | 1936                 | 1940            | |
| 102       | Panhard PL 17                                                    | 1963                 | 1968            | Série Junior.                                                                                               |
| 103       | Cuisine                                                          | 1936                 | 1940            | |
| 103a      | Réfrigérateur                                                    | 1936                 | 1940            | |
| 103b      | Buffet                                                           | 1936                 | 1940            | |
| 103c      | Fourneau                                                         | 1936                 | 1940            | |
| 103d      | Table                                                            | 1936                 | 1940            | |
| 103e      | Chaise                                                           | 1936                 | 1940            | |
| 103       | Renault 8                                                        | 1963                 | 1969            | Série Junior.                                                                                               |
| 104       | Salle de bain                                                    | 1936                 | 1940            | |
| 104a      | Baignoire                                                        | 1936                 | 1940            | |
| 104b      | Tapis                                                            | 1936                 | 1940            | |
| 104c      | Lavabo                                                           | 1936                 | 1940            | |
| 104d      | Tabouret                                                         | 1936                 | 1940            | |
| 104e      | Panier à linge                                                   | 1936                 | 1940            | |
| 104f      | WC                                                               | 1936                 | 1940            | |
| 104       | Simca 1000                                                       | 1964                 | 1968            | Série Junior.                                                                                               |
| 105       | Citroën 2CV                                                      | 1964                 | 1968            | Série Junior.                                                                                               |
| 106       | Opel Kadett                                                      | 1965                 | 1969            | Série Junior.                                                                                               |
| 124       | Boîte de construction voitures automobiles                       | 1936                 |                 | |
| 125a      | Camion à projecteur                                              |                      |                 | Étudié mais pas produit.                                                                                    |
| 125b      | Camion avec canon anti-aérien                                    |                      |                 | Étudié mais pas produit.                                                                                    |
| 125c      | Camion citerne militaire                                         |                      |                 | Étudié mais pas produit.                                                                                    |
| 500       | Coffret-cadeau tourisme                                          | 1959                 | 1959            | Renumérotation de 24.                                                                                       |
| 500       | Citroën 2CV 1966                                                 | 1967                 | 1971            | |
| 500       | Citroën 2CV 1966                                                 | 1974                 | 1976            | Fabriqué en Espagne.                                                                                        |
| 500       | Citroën 2CV 1974                                                 | 1976                 | 1978            | Fabriqué en Espagne.                                                                                        |
| 501       | Coffret cadeau d'avions                                          | 1959                 | 1960            | Renumérotation de 60. Ce coffret ayant été supprimé en 1960, la référence 501 n'a pas été utilisée.         |
| 501       | Citroën DS 19 Police                                             | 1967                 | 1970            | |
| 502       | Box Dinky Toys                                                   | 1959                 | 1966            | |
| 503       | Coffret-cadeau tourisme                                          | 1963                 | 1964            | |
| 503       | Porsche Carrera Six                                              | 1968                 | 1971            | |
| 505       | Maserati 2000 Sport                                              | 1958                 | 1961            | Renumérotation de 22A.                                                                                      |
| 506       | Aston Martin DB3 S                                               | 1960                 | 1961            | |
| 506       | Ferrari 275 GTB                                                  | 1968                 | 1970            | |
| 507       | Simca 1500 break                                                 | 1968                 | 1970            | |
| 508       | DAF                                                              | 1966                 | 1970            | |
| 509       | Fiat 850                                                         | 1966                 | 1970            | |
| 510       | Auto de course Talbot-Lago                                       | 1953                 | 1959            | Renumérotation de 23H.                                                                                      |
| 510       | Peugeot 204                                                      | 1965                 | 1971            | Fabriqué en France.                                                                                         |
| 510       | Peugeot 204                                                      | 1977                 | 1978            | Fabriqué en Espagne.                                                                                        |
| 511       | Auto de course Ferrari                                           | 1956                 | 1963            | Renumérotation de 23J.                                                                                      |
| 511       | Cabriolet 204 Peugeot                                            | 1968                 | 1970            | |
| 512       | Leskokart Midget                                                 | 1962                 | 1966            | |
| 513       | Opel Admiral                                                     | 1966                 | 1969            | |
| 513P      | Opel Diplomat                                                    |                      |                 | Étudiée mais non produite.                                                                                  |
| 514       | Alfa Romeo Giulia 1600 TI                                        | 1966                 | 1970            | |
| 515       | Coupé Ferrari 250 GT                                             | 1963                 | 1970            | |
| 516       | Mercedes-Benz 230 SL                                             | 1964                 | 1971            | |
| 517       | Renault R8                                                       | 1962                 | 1968            | |
| 518       | Renault R4 L                                                     | 1961                 | 1970            | Fabriqué en France.                                                                                         |
| 518A      | Renault R4 autoroute                                             | 1970                 | 1971            | |
| 518       | Renault R4 1970                                                  | 1974                 | 1978            | Fabriqué en Espagne.                                                                                        |
| 519       | Facel Vega Facelia                                               |                      |                 | Étudiée mais non produite.                                                                                  |
| 519       | Simca 1000                                                       | 1962                 | 1970            | |
| 520       | Chrysler New-Yorker                                              | 1956                 | 1961            | Renumérotation de 24A.                                                                                      |
| 520       | Fiat 600 D                                                       | 1963                 | 1970            | |
| 519       | Simca 1000 Rallye II                                             |                      |                 | Étudiée mais non produite.                                                                                  |
| 521       | Peugeot 403                                                      | 1956                 | 1961            | Renumérotation de 24B.                                                                                      |
| 522       | Citroën DS 19                                                    | 1958                 | 1967            | Renumérotation de 24CP.                                                                                     |
| 523       | Plymouth Belvedere                                               | 1957                 | 1960            | Renumérotation de 24D.                                                                                      |
| 523       | Simca 1500                                                       | 1963                 | 1969            | |
| 523       | Simca P60 Auto-école                                             |                      |                 | Étudiée mais non produite.                                                                                  |
| 524       | Renault Dauphine                                                 | 1957                 | 1962            | Renumérotation de 24E.                                                                                      |
| 524       | Panhard 24 CT                                                    | 1964                 | 1970            | |
| 525       | Peugeot 403 familiale                                            | 1958                 | 1962            | Renumérotation de 24F.                                                                                      |
| 525       | Break 404 Peugeot                                                | 1964                 | 1970            | |
| 526       | Mercedes 190 SL coupé                                            | 1958                 | 1964            | Renumérotation de 24H.                                                                                      |
| 527       | Alfa Romeo 1900 Super Sprint                                     | 1959                 | 1964            | Renumérotation de 24J.                                                                                      |
| 528       | Simca Vedette Chambord                                           | 1959                 | 1961            | Renumérotation de 24K.                                                                                      |
| 528       | Peugeot 404 cabriolet                                            | 1965                 | 1970            | |
| 529       | Vespa 400 2 CV                                                   | 1959                 | 1963            | Renumérotation de 24L.                                                                                      |
| 530       | Volkswagen Karmann-Ghia coupé                                    | 1959                 | 1962            | Renumérotation de 24M.                                                                                      |
| 530       | Citroën DS 19 1963                                               | 1964                 | 1970            | Fabriqué en France.                                                                                         |
| 530       | Citroën DS 23                                                    | 1976                 | 1979            | Fabriqué en Espagne.                                                                                        |
| 531       | Fiat 1200 Grande Vue                                             | 1959                 | 1963            | Renumérotation de 24N.                                                                                      |
| 532       | Lincoln Premiere                                                 | 1959                 | 1965            | |
| 533       | Peugeot 203                                                      | 1951                 | 1959            | Renumérotation de 24R.                                                                                      |
| 533       | Mercedes 300 SE coupé                                            | 1963                 | 1970            | |
| 534       | Simca 8 sport                                                    | 1952                 | 1959            | Renumérotation de 24S.                                                                                      |
| 534       | BMW 1500                                                         | 1963                 | 1968            | |
| 535       | Citroën 2CV                                                      | 1952                 | 1963            | Renumérotation de 24T.                                                                                      |
| 536       | Simca Élysée                                                     | 1959                 | 1959            | Renumérotation de 24U.                                                                                      |
| 536       | Peugeot 404 à toit ouvrant et remorque mono-roue                 | 1965                 | 1970            | |
| 537       | Simca Aronde 1300 taxi                                           | 1956                 | 1959            | Renumérotation de 24UT.                                                                                     |
| 537       | Renault R16                                                      | 1965                 | 1970            | Fabriqué en Première version sans numéro de chassis, Deuxième version avec numéro de chassis                |
| 537       | Renault R16                                                      | 1974                 | 1976            | Fabriqué en Espagne.                                                                                        |
| 538       | Buick Roadmaster                                                 | 1954                 | 1959            | Renumérotation de 24V.                                                                                      |
| 538       | Ford Taunus 12 M                                                 | 1964                 | 1970            | |
| 538       | Renault R16 TX                                                   | 1976                 | 1978            | Fabriqué en Espagne.                                                                                        |
| 539       | Taxi Vedette                                                     | 1959                 | 1959            | Renumérotation de 24XT.                                                                                     |
| 539       | Citroën ID 19 break                                              | 1963                 | 1966            | |
| 540       | Studebaker Commander coupé                                       | 1955                 | 1960            | Renumérotation de 24Y.                                                                                      |
| 540       | Opel Kadett                                                      | 1963                 | 1970            | |
| 541       | Simca Versailles                                                 | 1956                 | 1959            | Renumérotation de 24Z.                                                                                      |
| 541       | Petit autocar Mercedes-Benz 18 places                            | 1963                 | 1971            | En fait ce car n'a que 15 places.                                                                           |
| 542       | Simca Versailles taxi                                            | 1959                 | 1959            | Pré-série hors commerce uniquement.                                                                         |
| 542       | Taxi Simca Ariane                                                | 1959                 | 1962            | Renumérotation de 24ZT.                                                                                     |
| 542       | Opel Rekord 1963                                                 | 1964                 | 1969            | |
| 543       | Renault Floride                                                  | 1960                 | 1963            | |
| 544       | Simca Aronde P60                                                 | 1959                 | 1963            | |
| 545       | De Soto Diplomat                                                 | 1960                 | 1963            | |
| 546       | Austin Healey 100 sport                                          | 1960                 | 1961            | |
| 546       | Taxi Opel Rekord 1961                                            | 1967                 | 1967            | |
| 547       | Panhard PL 17 1959                                               | 1960                 | 1960            | |
| 547       | Panhard PL 17 1960                                               | 1960                 | 1961            | |
| 547       | Panhard PL 17 1961                                               | 1962                 | 1968            | |
| 548       | Fiat 1800 familiale                                              | 1960                 | 1963            | |
| 549       | Coupé Borgward Isabella TS                                       | 1961                 | 1965            | |
| 550       | Chrysler Saratoga                                                | 1961                 | 1964            | |
| 551       | Rolls-Royce Silver Wraith                                        | 1959                 | 1961            | |
| 551       | Ford Taunus 17 M Polizeiwagen                                    | 1965                 | 1967            | Vente uniquement en R.F.A.                                                                                  |
| 552       | Chevrolet Corvair                                                | 1961                 | 1966            | |
| 553       | Peugeot 404                                                      | 1961                 | 1966            | |
| 554       | Opel Rekord 1960                                                 | 1961                 | 1966            | |
| 555       | Cabriolet Ford Thunderbird                                       | 1961                 | 1969            | |
| 556       | Ambulance "ID 19" Citroën                                        | 1962                 | 1971            | |
| 557       | Citroën Ami 6                                                    | 1962                 | 1970            | |
| 558       | 2cv "Citroën" Modèle 1961                                        | 1962                 | 1970            | AZAM |
| 559       | Ford Taunus 17 M                                                 | 1962                 | 1969            | |
| 560       | Fourgon postal                                                   | 1954                 | 1960            | Renumérotation de 25BV.                                                                                     |
| 560       | Fourgonnette postale 2cv Citroën                                 | 1963                 | 1970            | |
| 561       | Camionnette Citroën Gervais                                      | 1957                 | 1959            | Renumérotation de 25C.                                                                                      |
| 561       | Camionnette Citroën 1 200 kg "Cibié"                             | 1959                 | 1963            | Renumérotation de 25CG.                                                                                     |
| 561       | Camionnette Citroën 1 200 kg "Glaces Gervais"                    | 1963                 | 1966            | |
| 561       | Renault 4 L "P&T"                                                | 1972                 | 1972            | |
| 562       | Fourgonnette incendie 2cv Citroën                                | 1958                 | 1963            | Renumérotation de 25D.                                                                                      |
| 562       | "Wegenwacht" 2cv Citroën                                         | 1964                 | 1968            | Vendue uniquement aux Pays-Bas.                                                                             |
| 563       | Pick-up Estafette Renault                                        | 1960                 | 1962            | |
| 564       | Renault Estafette miroitier                                      | 1963                 | 1966            | |
| 564       | Caravane Caravelair Armagnac 420                                 | 1969                 | 1971            | |
| 565       | Estafette Renault camping                                        | 1965                 | 1970            | |
| 566       | Car de Police secours                                            | 1965                 | 1970            | |
| 567       | Chasse-neige Unimog Mercedes-Benz                                | 1967                 | 1970            | |
| 568       | Grande échelle d'incendie Berliet                                | 1967                 | 1970            | GBK |
| 569       | Berliet Stradair benne basculante latérale                       | 1968                 | 1971            | |
| 570       | Autobus parisien Somua                                           | 1951                 | 1959            | Renumérotation de 29D.                                                                                      |
| 570       | Fourgon tolé J7 Peugeot "Allo Fret"                              | 1967                 | 1971            | |
| 570A      | Fourgon Peugeot J7 dépannage autoroutes                          | 1970                 | 1971            | |
| 570P      | Peugeot J7 pompiers                                              | 1970                 | 1971            | |
| 571       | Autocar Chausson                                                 | 1956                 | 1960            | Renumérotation de 29F.                                                                                      |
| 571       | Transport Saviem de chevaux de course                            | 1968                 | 1971            | |
| 572       | Berliet GBO benne                                                | 1970                 | 1971            | |
| 575       | Panhard semi-remorque "SNCF"                                     | 1959                 | 1963            | Renumérotation de 32AB.                                                                                     |
| 576       | Panhard semi-remorque citerne "Esso"                             | 1959                 | 1961            | Renumérotation de 32C.                                                                                      |
| 577       | Simca Cargo fourgon "Bailly"                                     | 1959                 | 1961            | Renumérotation de 33AN.                                                                                     |
| 577       | Berliet GAK bétaillère                                           | 1965                 | 1971            | |
| 578       | Simca Cargo benne                                                | 1959                 | 1969            | Renumérotation de 33B.                                                                                      |
| 579       | Simca Cargo miroitier                                            | 1959                 | 1967            | Renumérotation de 33C.                                                                                      |
| 580       | Berliet benne carrière                                           | 1959                 | 1970            | Renumérotation de 34A.                                                                                      |
| 581       | Berliet plateau container                                        | 1959                 | 1965            | Renumérotation de 34B.                                                                                      |
| 582       | Citroën U23 Dépannage                                            | 1959                 | 1965            | Renumérotation de 35A.                                                                                      |
| 582       | Citroën U23 Dépannage                                            | 1969                 | 1971            | |
| 583       | Berliet premiers secours                                         | 1959                 | 1963            | Renumérotation de 32E.                                                                                      |
| 584       | Berliet GAK bâché                                                | 1961                 | 1965            | |
| 585       | Berliet GAK benne basculante                                     | 1961                 | 1964            | |
| 586       | Citroën P55 laitier                                              | 1961                 | 1965            | |
| 587       | Citroën 1 200 kg "Philips"                                       | 1964                 | 1970            | |
| 588       | Berliet GAK brasseur                                             | 1964                 | 1970            | |
| 589       | Berliet GAK dépannage                                            | 1965                 | 1969            | |
| 589A      | Berliet GAK "Autoroutes"                                         | 1970                 | 1971            | |
| 590       | Coffret de six panneaux ville                                    | 1959                 | 1968            | Renumérotation de 40.                                                                                       |
| 591       | Coffret de six panneaux route                                    | 1959                 | 1969            | Renumérotation de 41.                                                                                       |
| 592       | Poste de ravitaillement                                          | 1954                 | 1963            | Renumérotation de 49D.                                                                                      |
| 592       | Coffret de 12 panneaux ville                                     | 1969                 | 1971            | |
| 593       | Coffret de 12 panneaux route                                     | 1969                 | 1971            | |
| 594       | Feux tricolore lumineux                                          | 1969                 | 1971            | |
| 595       | Grue Grue Salev                                                  | 1957                 | 1960            | Renumérotation de 50.                                                                                       |
| 596       | Arroseuse-balayeuse L.M.V.                                       | 1960                 | 1963            | |
| 597       | Chariot à fourche Coventry Climax                                | 1959                 | 1961            | |
| 676       | Engin blindé Daimler                                             | 1973                 | 1973            | |
| 800       | Intercepteur "Mystère IV A"                                      | 1959                 | 1964            | Renumérotation de 60A.                                                                                      |
| 800       | Sinpar 4x4                                                       | 1973                 | 1973            | Variante de 815.                                                                                            |
| 801       | Bi-réacteur Vautour                                              | 1956                 | 1964            | Renumérotation de 60B.                                                                                      |
| 801       | A.M.X. 13 tonnes                                                 | 1973                 | 1976            | Renumérotation de 817.                                                                                      |
| 802       | Hélicoptère Sikorsky S58                                         | 1957                 | 1962            | Renumérotation de 60D.                                                                                      |
| 802       | Canon de 155                                                     | 1974                 | 1974            | Renumérotation de 819.                                                                                      |
| 803       | Vickers "Viscount"                                               | 1957                 | 1960            | Renumérotation de 60E.                                                                                      |
| 803       | Tracteur Unic et semi-remorque S.N.C.F.                          | 1968                 | 1970            | |
| 804       | Nord 2501 "Noratlas"                                             | 1959                 | 1963            | |
| 804       | Mercedes tous terrains                                           | 1972                 | 1974            | Variante de 821.                                                                                            |
| 805       | Camion Unic multibenne et citerne                                | 1966                 | 1971            | |
| 806       | Berliet dépanneuse militaire                                     | 1972                 | 1974            | Variante de 826.                                                                                            |
| 807       | Ambulance militaire Renault Carrier                              | 1971                 | 1974            | |
| 808       | Camion militaire G.M.C. dépannage                                | 1972                 | 1974            | |
| 809       | Camion G.M.C. militaire bâché                                    | 1970                 | 1971            | |
| 810       | Remorque bâchée                                                  | 1957                 | 1963            | Renumérotation de 70.                                                                                       |
| 810       | Command car militaire                                            | 1972                 | 1974            | |
| 811       | Caravane                                                         | 1959                 | 1964            | |
| 812       | Remorque monoroue avec bagages                                   | 1965                 | 1970            | |
| 813       | Canon de 155 automoteur                                          | 1968                 | 1971            | |
| 813       | Canon automoteur 155                                             | 1974                 | 1974            | |
| 814       | Automitrailleuse légère Panhard                                  | 1962                 | 1971            | |
| 815       | Engin blindé de reconnaissance Panhard                           | 1957                 | 1964            | Renumérotation de 80A.                                                                                      |
| 815       | Sinpar 4x4 gendarmerie militaire                                 | 1969                 | 1970            | Renuméroté 800.                                                                                             |
| 816       | Jeep Hotchkiss Willys avec conducteur                            | 1959                 | 1963            | Renumérotation de 80BP.                                                                                     |
| 816       | Camion Berliet Gazelle avec rampe de lancement pour missile      | 1969                 | 1971            | |
| 817       | Char AMX 13 tonnes                                               | 1958                 | 1970            | Renumérotation de 80C. Renuméroté 801 avec variante.                                                        |
| 818       | Camion militaire Berliet tous terrains                           | 1958                 | 1971            | Renumérotation de 80D.                                                                                      |
| 819       | Obusier de 155 A.B.S.                                            | 1959                 | 1970            | Renumérotation de 80E. Renuméroté 802 avec variante.                                                        |
| 820       | Ambulance militaire Renault Carrier                              | 1959                 | 1971            | Renumérotation de 80F.                                                                                      |
| 821       | Camionnette militaire Unimog Mercedes-Benz                       | 1960                 | 1970            | Renuméroté 804 avec variante.                                                                               |
| 822       | Half-track M3                                                    | 1960                 | 1971            | |
| 823       | Cuisine roulante                                                 | 1962                 | 1966            | |
| 823       | Camion G.M.C. militaire citerne essence                          | 1969                 | 1970            | |
| 824       | Camion militaire Gazelle Berliet                                 | 1963                 | 1969            | |
| 825       | Camion amphibie militaire DUKW                                   | 1964                 | 1971            | |
| 826       | Camion militaire de dépannage Berliet                            | 1963                 | 1970            | Renuméroté 806 avec variante.                                                                               |
| 827       | Engin blindé de reconnaissance Panhard à tourelle FL-10          | 1963                 | 1970            | Variante de 80A / 815.                                                                                      |
| 828       | Jeep porte fusées SS 10                                          | 1964                 | 1971            | |
| 829       | Jeep avec canon de 106 SR                                        | 1964                 | 1971            | |
| 830       | Rouleau compresseur Richier                                      | 1958                 | 1969            | Renumérotation de 90A.                                                                                      |
| 870       | Paquebot "France"                                                | 1962                 | 1971            | |
| 881       | Camion G.M.C. "Pinder" avec remorque cage et fauves              | 1968                 | 1971            | |
| 882       | 404 Peugeot et caravane "Pinder"                                 | 1969                 | 1971            | |
| 883       | Char A.M.X. poseur de pont                                       | 1965                 | 1974            | |
| 884       | Camion militaire Brockway avec pont de bateaux                   | 1961                 | 1970            | |
| 885       | Bulldozer Blaw-Knox                                              | 1959                 | 1961            | |
| 886       | Profileur 100 Richier                                            | 1960                 | 1966            | |
| 887       | Basculeur automoteur Muir Hill                                   | 1959                 | 1961            | |
| 887       | Tracteur Unic avec semi-remorque "Air BP"                        | 1963                 | 1971            | |
| 888       | Camion pétrolier saharien                                        | 1960                 | 1966            | |
| 888       | Berliet GBO saharien                                             | 1968                 | 1968            | |
| 889       | Coles camion grue                                                | 1957                 | 1958            | |
| 889       | Autobus parisien                                                 | 1965                 | 1970            | |
| 889U      | Autobus urbain                                                   | 1965                 | 1970            | |
| 890       | Tracteur Berliet et semi-remorque porte-char                     | 1959                 | 1970            | |
| 891       | SE 210 Caravelle "Air France"                                    | 1959                 | 1966            | Renumérotation de 60F.                                                                                      |
| 892       | Super G Constellation Lockheed                                   | 1959                 | 1962            | Renumérotation de 60C.                                                                                      |
| 893       | Tracteur Unic saharien et semi-remorque porte tubes de pipe-line | 1959                 | 1970            | |
| 894       | Tracteur Unic et semi-remorque porte voitures Boilot             | 1959                 | 1968            | Renumérotation de 39A.                                                                                      |
| 895       | Camion Unic multibenne Marrel                                    | 1959                 | 1966            | Renumérotation de 38A.                                                                                      |
| 896       | Tracteur Willème et semi-remorque bâchée                         | 1959                 | 1971            | Renumérotation de 36B. Cette semi-remorque n'est pas une "Savoyarde".                                       |
| 897       | Tracteur Willème avec semi-remorque fardier                      | 1956                 | 1971            | Renumérotation de 36A.                                                                                      |
| 898       | Tracteur Berliet et remorque surbaissée porte-transformateur     | 1961                 | 1966            | |
| 899       | Auto-échelle de pompiers                                         | 1959                 | 1970            | Renumérotation de 32D.                                                                                      |
| 1400      | Taxi radio G7 404 Peugeot                                        | 1968                 | 1971            | |
| 1401      | Alfa Romeo Giulia 1600 décoration rallye                         | 1968                 | 1970            | |
| 1401      | Citroën 2CV-6                                                    | 1981                 | 1981            | Fabriquée par Solido.                                                                                       |
| 1402      | Ford Galaxie 500                                                 | 1967                 | 1971            | |
| 1402      | Citroën Visa                                                     | 1981                 | 1981            | Fabriquée par Solido.                                                                                       |
| 1403      | Matra M 530                                                      | 1968                 | 1970            | |
| 1403      | Fiat "Strada"                                                    | 1981                 | 1981            | Fabriquée par Solido.                                                                                       |
| 1404      | Break ID 19 "RTL"                                                | 1968                 | 1971            | |
| 1404      | BMW 530                                                          | 1981                 | 1981            | Fabriquée par Solido.                                                                                       |
| 1405      | Opel Rekord coupé 1900                                           | 1968                 | 1970            | |
| 1405      | Alfeta GTV                                                       | 1981                 | 1981            | |
| 1406      | Renault Sinpar 4x4 Michel Tanguy                                 | 1968                 | 1971            | |
| 1406      | Peugeot 504                                                      | 1981                 | 1981            | Fabriquée par Solido.                                                                                       |
| 1407      | Simca 1100                                                       | 1968                 | 1971            | Fabriquée en France.                                                                                        |
| 1407      | Simca 1100                                                       | 1974                 | 1978            | Fabriqué en Espagne.                                                                                        |
| 1408      | Honda S800                                                       | 1968                 | 1970            | |
| 1409      | Chrysler 180                                                     | 1970                 | 1971            | |
| 1410      | Moskvitch                                                        | 1968                 | 1971            | |
| 1411      | Alpine Renault A310                                              | 1971                 | 1972            | |
| 1412      | Jeep de dépannage                                                | 1968                 | 1971            | |
| 1413      | Citroën Dyane                                                    | 1968                 | 1971            | Fabriquée en France.                                                                                        |
| 1413      | Citroën Dyane                                                    | 1977                 | 1978            | Fabriqué en Espagne.                                                                                        |
| 1414      | Renault R8 Gordini                                               | 1968                 | 1970            | Fabriqué en France.                                                                                         |
| 1414      | Renault R8 S                                                     | 1968                 | 1970            | Modèle promotionnel hors commerce.                                                                          |
| 1415      | Peugeot 504                                                      | 1968                 | 1971            | Fabriquée en France.                                                                                        |
| 1415      | Peugeot 504                                                      | 1974                 | 1976            | Fabriqué en Espagne.                                                                                        |
| 1416      | Renault R6                                                       | 1968                 | 1971            | Fabriquée en France.                                                                                        |
| 1416      | Renault R6                                                       | 1974                 | 1976            | Fabriqué en Espagne.                                                                                        |
| 1417      | Matra F1                                                         | 1969                 | 1970            | |
| 1418      | Gulf Mirage                                                      |                      |                 | Étudiée mais pas produite.                                                                                  |
| 1419      | Coupé Ford Thunderbird                                           | 1969                 | 1971            | |
| 1420      | Opel Commodore                                                   | 1970                 | 1971            | |
| 1421      | Opel GT 1900                                                     | 1969                 | 1971            | |
| 1422      | Ferrari F1                                                       | 1969                 | 1971            | |
| 1423      | Cabriolet 504 Peugeot                                            | 1969                 | 1971            | |
| 1424      | Renault R12                                                      | 1969                 | 1970            | Fabriquée en France.                                                                                        |
| 1424      | Renault R12 TL                                                   | 1977                 | 1978            | Fabriqué en Espagne.                                                                                        |
| 1424G     | Renault R12 Gordini                                              | 1971                 | 1971            | Fabriquée en France.                                                                                        |
| 1424G     | Renault R12 Gordini                                              | 1974                 | 1978            | Fabriqué en Espagne.                                                                                        |
| 1425      | Matra 630                                                        | 1969                 | 1974            | |
| 1425E     | Matra 630                                                        | 1969                 | 1974            | Référence utilisée à l'exportation.                                                                         |
| 1426      | Carabo Bertone                                                   | 1969                 | 1971            | |
| 1427      | Simca 1500 Police                                                |                      |                 | Étudiée mais pas produite.                                                                                  |
| 1428      | Peugeot 304                                                      | 1969                 | 1971            | Fabriquée en France.                                                                                        |
| 1428      | Peugeot 304                                                      | 1974                 | 1978            | Fabriqué en Espagne.                                                                                        |
| 1429      | Break Peugeot 404 "Police"                                       | 1970                 | 1971            | |
| 1430      | Fiat Abarth 2000 Pininfarina                                     | 1970                 | 1974            | |
| 1431      | Porsche 917                                                      |                      |                 | Étudiée mais pas produite.                                                                                  |
| 1432      | Ferrari 312 P                                                    | 1970                 | 1974            | |
| 1433      | Surtees TS 5                                                     | 1971                 | 1974            | |
| 1435      | Citroën présidentielle                                           | 1971                 | 1974            | |
| 1450      | Simca 1100 "Police"                                              | 1976                 | 1979            | Fabriqué en Espagne.                                                                                        |
| 1451      | Renault 17 TS                                                    | 1976                 | 1979            | Fabriqué en Espagne.                                                                                        |
| 1452      | Peugeot 504                                                      | 1977                 | 1979            | Fabriqué en Espagne.                                                                                        |
| 1453      | Renault 6                                                        | 1977                 | 1979            | Fabriqué en Espagne.                                                                                        |
| 1454      | Simca Matra Bagheera                                             | 1978                 | 1979            | Fabriqué en Espagne.                                                                                        |
| 1455      | Citroën CX Palace                                                | 1978                 | 1978            | Fabriqué en Espagne.                                                                                        |
| 1460      | Coffret cadeau tourisme                                          | 1968                 | 1968            | |
| 1462      | Sachet cadeau "3J"                                               | 1969                 | 1969            | |
| 1539      | Volkswagen Sirocco                                               | 1980                 | 1980            | Auto-Pilen vendue sous la marque DINKY TOYS.                                                                |
| 1540      | Renault R14                                                      | 1980                 | 1980            | Auto-Pilen vendue sous la marque DINKY TOYS.                                                                |
| 1541      | Ford Fiesta                                                      | 1981                 | 1981            | Auto-Pilen vendue sous la marque DINKY TOYS.                                                                |
| 1542      | Chrysler 1308                                                    | 1981                 | 1981            | Auto-Pilen vendue sous la marque DINKY TOYS.                                                                |
| 1543      | Opel Ascona                                                      | 1980                 | 1980            | Auto-Pilen vendue sous la marque DINKY TOYS.                                                                |

## Dinky Toys England
Certains modèles ont été produits avant la création de la marque  Dinky Toys  (en 1934), sous la marque Hornby.
| Référence | Modèle                                                             | Année d'introduction | Année d'abandon | Renumérotation         |
| --------- | ------------------------------------------------------------------ | -------------------- | --------------- | ---------------------- |
| 001       | Personnel de gare (échelle O)                                      | 1954                 | 1956            | Renumérotation de 1    |
| 002       | Galactic War Station                                               | 1979                 | 1979            |                        |
| 002       | Animaux de la ferme                                                | 1954                 | 1956            | Renumérotation de 2    |
| 002       | Blazing Inferno                                                    | 1979                 | 1979            |                        |
| 003       | Voyageurs (échelle O)                                              | 1954                 | 1956            | Renumérotation de 3    |
| 004       | Personnel de chemin de fer (échelle O)                             | 1954                 | 1956            | Renumérotation de 4    |
| 005       | Personnel de train et hôtel (échelle O)                            | 1954                 | 1956            | Renumérotation de 5    |
| 006       | Berger et moutons                                                  | 1954                 | 1956            | Renumérotation de 6    |
| 007       | Pompistes                                                          | 1960                 | 1967            |                        |
| 008       | Pompiers                                                           | 1961                 | 1967            |                        |
| 009       | Personnel de station service                                       | 1962                 | 1966            |                        |
| 010       | Personnel de voirie                                                | 1962                 | 1966            |                        |
| 011       | Télégraphiste                                                      | 1954                 | 1957            | Renumérotation de 12d  |
| 012       | Facteur                                                            | 1954                 | 1957            | Renumérotation de 12e  |
| 013       | Agent de la Cook                                                   | 1954                 | 1957            | Renumérotation de 13a  |
| 050       | Personnel de chemin de fer (échelle OO)                            | 1961                 | 1969            |                        |
| 051       | Personnel de gare (échelle OO)                                     | 1954                 | 1959            | Renumérotation de 1001 |
| 052       | Voyageurs (échelle OO)                                             | 1961                 | 1969            |                        |
| 053       | Voyageurs (échelle OO)                                             | 1954                 | 1959            | Renumérotation de 1003 |
| 054       | Personnel de gare (échelle OO)                                     | 1962                 | 1971            |                        |
| 061       | Ford Prefect                                                       | 1958                 | 1960            |                        |
| 062       | Singer Roadster                                                    | 1958                 | 1960            |                        |
| 063       | Commer, camionnette                                                | 1958                 | 1960            |                        |
| 064       | Austin, camion                                                     | 1957                 | 1962            |                        |
| 065       | Morris, pick-up                                                    | 1957                 | 1960            |                        |
| 066       | Bedford, camion plateau long                                       | 1957                 | 1960            |                        |
| 067       | Austin, taxi                                                       | 1959                 | 1967            |                        |
| 068       | Fourgonnette Royal Mail                                            | 1959                 | 1964            |                        |
| 069       | Massey-Harris Ferguson, tracteur                                   | 1959                 | 1964            |                        |
| 070       | A.E.C. Mercury, camion citerne "Shell-BP"                          | 1959                 | 1964            |                        |
| 071       | Volkswagen, fourgon "Hornby-Dublo"                                 | 1959                 | 1967            |                        |
| 072       | Bedford, semi remorque plateau                                     | 1959                 | 1964            |                        |
| 073       | Land Rover, avec remorque de transport de chevaux                  | 1960                 | 1967            |                        |
| 076       | Lansing-Bagnal, tracteur de gare                                   | 1960                 | 1964            |                        |
| 078       | Lansing-Bagnal, remorque                                           | 1960                 | 1971            |                        |
| 1         | Personnel de gare                                                  | 1932                 | 1954            | Renuméroté en 001      |
| 2         | Animaux de la ferme                                                | 1932                 | 1955            | Renuméroté en 002      |
| 3         | Voyageurs                                                          | 1932                 | 1954            | Renuméroté en 003      |
| 4         | Personnel de gare                                                  | 1932                 | 1954            | Renuméroté en 004      |
| 5         | Personnel de train et hôtel                                        | 1932                 | 1954            | Renuméroté en 005      |
| 6         | Berger et moutons                                                  | 1934                 | 1954            | Renuméroté en 006      |
| 12a       | Boite à lettres GPO                                                | 1935                 | 1940            |                        |
| 12b       | Boite à lettres "Poste aérienne"                                   | 1935                 | 1940            |                        |
| 12c       | Cabine téléphonique                                                | 1936                 | 1954            |                        |
| 12d       | Télégraphiste                                                      | 1938                 | 1954            | Renuméroté 011         |
| 12e       | Facteur                                                            | 1938                 | 1954            | Renuméroté 012         |
| 13        | Hall's Distemper Affichage                                         | 1931                 | 1941            |                        |
| 13a       | Agent de la Cook                                                   | 1952                 | 1954            | Renuméroté 013         |
| 14a       | B.E.V. électrique                                                  | 1948                 | 1954            | Renuméroté de 400      |
| 14c       | Coventry Climax, chariot à fourches                                | 1949                 | 1954            | Renuméroté 402         |
| 15        | Signaux de chemin de fer                                           | 1937                 | 1941            |                        |
| 16        | Train aérodynamique                                                | 1937                 | 1954            |                        |
| 17        | Train de voyageurs                                                 | 1934                 | 1940            |                        |
| 18        | Train de marchandises                                              | 1934                 | 1941            |                        |
| 19        | Train de marchandises mixtes                                       | 1934                 | 1941            |                        |
| 20        | Train de voyageurs                                                 | 1934                 | 1940            |                        |
| 21        | Train Hornby "Modelled Miniatures"                                 | 1932                 | 1934            |                        |
| 22        | Coffret "Véhicules Automobiles"                                    | 1933                 | 1935            |                        |
| 22a       | Roadster Sport                                                     | 1933                 | 1935            |                        |
| 22b       | Coupé Sport                                                        | 1933                 | 1935            |                        |
| 22c       | Camion                                                             | 1933                 | 1935            |                        |
| 22c       | Camion Bedford                                                     | 1935                 | 1950            |                        |
| 22d       | Fourgonnette de livraison                                          | 1933                 | 1935            |                        |
| 22e       | Tracteur agricole                                                  | 1933                 | 1941            |                        |
| 22f       | Char                                                               | 1933                 | 1940            |                        |
| 22g       | Cabriolet aérodynamique                                            | 1935                 | 1941            |                        |
| 22h       | Limousine aérodynamique                                            | 1935                 | 1940            |                        |
| 22s       | Camion avec projecteur                                             | 1939                 | 1941            |                        |
| 23        | Voitures de course                                                 | 1934                 | 1935            |                        |
| 23        | Coffret "Voitures de course"                                       | 1936                 | 1941            |                        |
| 23a       | Voiture de course                                                  | 1935                 | 1954            | Renumérotée en 220     |
| 23b       | Hotchkiss, voiture de course                                       | 1935                 | 1948            |                        |
| 23c       | Mercedes-Benz, voiture de course                                   | 1936                 | 1950            |                        |
| 23d       | Auto Union, voiture de record                                      | 1936                 | 1950            |                        |
| 23e       | "Speed of the Wind", voiture de record                             | 1936                 | 1954            |                        |
| 23f       | Alfa Romeo F1                                                      | 1952                 | 1954            | Renumérotée en 232     |
| 23g       | Cooper-Bristol F2                                                  | 1953                 | 1954            | Renumérotée en 233     |
| 23h       | Ferrari F2                                                         | 1953                 | 1954            | Renumérotée en 234     |
| 23j       | HWM F2                                                             | 1953                 | 1954            | Renumérotée en 235     |
| 23k       | Talbot-Lago F1                                                     | 1953                 | 1954            | Renumérotée en 230     |
| 23m       | "Thunderbolt", voiture de record                                   | 1938                 | 1941            |                        |
| 23n       | Maserati F2                                                        | 1953                 | 1954            | Renumérotée en 231     |
| 23p       | Gardner's MG, voiture de record                                    | 1939                 | 1947            |                        |
| 23s       | Voiture de record aérodynamique                                    | 1938                 | 1954            | Renumérotée en 222     |
| 24        | Coffret cadeau "Voitures"                                          | 1934                 | 1940            |                        |
| 24a       | Ambulance                                                          | 1934                 | 1940            |                        |
| 24b       | Limousine                                                          | 1934                 | 1940            |                        |
| 24c       | Town Sedan                                                         | 1934                 | 1941            |                        |
| 24d       | Vogue                                                              | 1934                 | 1940            |                        |
| 24e       | Coupé Aérodynamique                                                | 1934                 | 1940            |                        |
| 24f       | Coupé grand sport                                                  | 1934                 | 1940            |                        |
| 24g       | Cabriolet 4 places                                                 | 1934                 | 1941            |                        |
| 24h       | Roadster 2 places                                                  | 1934                 | 1941            |                        |
| 25        | Coffret cadeau "Utilitaires"                                       | 1934                 | 1941            |                        |
| 25a       | Camion à ridelles                                                  | 1934                 | 1950            |                        |
| 25b       | Camion bâché                                                       | 1934                 | 1950            |                        |
| 25c       | Camion plateau                                                     | 1934                 | 1948            |                        |
| 25d       | Camion citerne                                                     | 1934                 | 1950            |                        |
| 25e       | Camion benne                                                       | 1934                 | 1950            |                        |
| 25f       | Camion maraîcher                                                   | 1934                 | 1950            |                        |
| 25g       | Remorque à 4 roues                                                 | 1935                 | 1954            | Renumérotée en 429     |
| 25h       | Camion de pompiers aérodynamique                                   | 1936                 | 1954            | Renuméroté en 250      |
| 25j       | Jeep                                                               | 1947                 | 1948            |                        |
| 25k       | Camion de pompiers aérodynamique avec 6 pompiers                   | 1937                 | 1939            |                        |
| 25m       | Bedford benne basculante                                           | 1948                 | 1954            | Renuméroté en 410      |
| 25p       | Aveling Barford Diesel rouleau compresseur                         | 1948                 | 1954            | Renuméroté en 251      |
| 25r       | Leyland cabine avancée                                             | 1948                 | 1954            | Renuméroté en 420      |
| 25s       | Camion à six roues                                                 | 1938                 | 1948            |                        |
| 25t       | Camion plateau et remorque (association des 25 et 25 g)            | 1948                 | 1950            |                        |
| 25v       | Bedford benne à ordures                                            | 1948                 | 1954            | Renuméroté 252         |
| 25w       | Bedford                                                            | 1949                 | 1954            | Renuméroté en 411      |
| 25wm      | Bedford militaire                                                  |                      | 1954            | Renuméroté en 640      |
| 25x       | Commer dépanneuse                                                  | 1950                 | 1954            | Renuméroté en 430      |
| 25y       | Jeep                                                               | 1952                 | 1954            | Renumérotée en 405     |
| 26        | G.W.R autorail                                                     | 1934                 | 1940            |                        |
| 27        | Tram à deux étages                                                 | 1934                 | 1939            |                        |
| 27a       | Massey-Harris, tracteur                                            | 1949                 | 1954            | Renuméroté en 300      |
| 27ak      | 27a + 27k                                                          | 1953                 | 1954            | Renuméroté en 310      |
| 27b       | Halesowen, remorque à fourrage                                     | 1949                 | 1954            | Renuméroté en 320      |
| 27c       | Massey-Harris, épandeur d'engrais                                  | 1949                 | 1954            | Renuméroté en 321      |
| 27d       | Land Rover                                                         | 1950                 | 1954            | Renumérotée en 340     |
| 27f       | Estate car, break de ferme                                         | 1950                 | 1954            | Renuméroté en 344      |
| 27g       | Kart                                                               | 1949                 | 1954            | Renuméroté en 342      |
| 27h       | Herse à disques                                                    | 1951                 | 1954            | Renumérotée en 322     |
| 27j       | Tondeuse triple                                                    | 1952                 | 1954            | Renumérotée en 323     |
| 27k       | Râteau à foin                                                      | 1953                 | 1954            | Renuméroté en 324      |
| 27m       | Remorque pour Land Rover                                           | 1952                 | 1954            | Renumérotée en 341     |
| 27n       | Field Marshall, tracteur                                           | 1953                 | 1954            | Renuméroté en 301      |
| 28        | Coffret "Fourgonnettes de livraison"                               | 1934                 | 1940            |                        |
| 29        | AEC, autobus à deux étages                                         | 1934                 | 1936            | Renuméroté en 29a      |
| 29a       | AEC, autobus à deux étages                                         | 1936                 | 1939            | Renumérotation de 29   |
| 29b       | Bus aérodynamique                                                  | 1936                 | 1950            |                        |
| 29c       | Bus à deux étages                                                  | 1938                 | 1954            | Renuméroté en 290      |
| 29e       | Bus à un étage (Half-cab bus)                                      | 1948                 | 1952            |                        |
| 29f       | Autocar panoramique (Observation coach)                            | 1950                 | 1954            | Renuméroté en 280      |
| 29g       | Autocar de luxe (Luxury coach)                                     | 1951                 | 1954            | Renuméroté en 281      |
| 29h       | Duple Roadmaster, autocar                                          | 1952                 | 1954            | Renuméroté en 282      |
| 30        | Coffret "Véhicules automobiles"                                    | 1935                 | 1941            |                        |
| 30a       | Chrysler Airflow                                                   | 1935                 | 1948            | Renumérotation de 32   |
| 30b       | Rolls Royce                                                        | 1935                 | 1950            |                        |
| 30c       | Daimler                                                            | 1935                 | 1950            |                        |
| 30d       | Vauxhall                                                           | 1935                 | 1950            |                        |
| 30e       | Dépanneuse                                                         | 1935                 | 1948            |                        |
| 30f       | Ambulance                                                          | 1935                 | 1948            |                        |
| 30g       | Caravane de camping                                                | 1936                 | 1941            |                        |
| 30h       | Daimler, ambulance                                                 | 1950                 | 1954            |                        |
| 30hm      | Daimler, ambulance militaire                                       | 1952                 | 1954            | Renumérotée 624        |
| 30j       | Austin, camion                                                     | 1950                 | 1954            | Renuméroté 412         |
| 30m       | Dodge, camion benne                                                | 1950                 | 1954            | Renuméroté 414         |
| 30n       | Dodge, camion maraîcher                                            | 1950                 | 1954            | Renuméroté 343         |
| 30p       | Studebaker, citerne "Petrol"                                       | 1950                 | 1952            |                        |
| 30p       | Studebaker, citerne "Mobilgas"                                     | 1952                 | 1954            | Renuméroté en 440      |
| 30pa      | Studebaker, citerne "Castrol"                                      | 1952                 | 1954            | Renuméroté en 441      |
| 30pb      | Studebaker, citerne "Esso"                                         | 1952                 | 1954            | Renuméroté en 442      |
| 30r       | Ford Thames, plateau                                               | 1951                 | 1954            | Renuméroté en 422      |
| 30s       | Austin, camion bâché                                               | 1950                 | 1954            | Renuméroté en 413      |
| 30sm      | Austin, camion bâché militaire                                     | 1952                 | 1954            | Renuméroté en 625      |
| 30v       | Camion laitier électrique                                          | 1949                 | 1954            | Renuméroté en 490      |
| 30w       | Hindle Smart, semi-remorque électrique                             | 1953                 | 1954            | Renuméroté en 421      |
| 31        | Holland Coachcraft, fourgon                                        | 1935                 | 1936            |                        |
| 31a       | Trojan 15 cwt "Esso"                                               | 1951                 | 1954            | Renuméroté en 450      |
| 31b       | Trojan 15 cwt "Dunlop"                                             | 1952                 | 1954            | Renuméroté en 451      |
| 31a       | Trojan 15 cwt "Chivers"                                            | 1953                 | 1954            | Renuméroté en 452      |
| 31a       | Trojan 15 cwt "Oxo"                                                | 1953                 | 1954            | Renuméroté en 453      |
| 32        | Chrysler Airflow                                                   | 1934                 | 1935            | Renumérotée en 30a     |
| 33        | Coffret "Cheval mécanique" et 4 remorques                          | 1937                 | 1940            |                        |
| 33a       | Cheval mécanique                                                   | 1935                 | 1940            |                        |
| 33b       | Remorque plateau                                                   | 1935                 | 1940            |                        |
| 33c       | Remorque découverte                                                | 1935                 | 1940            |                        |
| 33d       | Remorque fourgon                                                   | 1935                 | 1940            |                        |
| 33e       | Remorque benne à ordures                                           | 1935                 | 1940            |                        |
| 33f       | Remorque citerne                                                   | 1935                 | 1940            |                        |
| 33r       | Cheval mécanique et remorque fourgon de chemin de fer              | 1935                 | 1940            |                        |
| 33w       | Cheval mécanique et remorque découverte                            | 1947                 | 1954            | Renuméroté en 415      |
| 34a       | Royal Mail Air, voiture des postes                                 | 1935                 | 1941            |                        |
| 34b       | Royal Mail, fourgon postal                                         | 1938                 | 1952            |                        |
| 34c       | Camionnette haut parleur                                           | 1948                 | 1954            | Renumérotée en 492     |
| 35        | Coffret "Petites voitures"                                         | 1936                 | 1941            |                        |
| 35a       | Berline                                                            | 1936                 | 1948            |                        |
| 35b       | Voiture de course MG type R                                        | 1936                 | 1954            | Renumérotée en 200     |
| 35c       | MG Sport                                                           | 1936                 | 1948            |                        |
| 35d       | Austin 7                                                           | 1938                 | 1948            |                        |
| 36        | Coffret de voitures de tourisme avec conducteur, valet et passager | 1937                 | 1941            |                        |
| 36a       | Armstrong Siddeley                                                 | 1937                 | 1950            |                        |
| 36b       | Bentley                                                            | 1937                 | 1950            |                        |
| 36c       | Humber Vogue                                                       | 1937                 | 1950            |                        |
| 36d       | Rover                                                              | 1937                 | 1950            |                        |
| 36e       | Salmson 2 places                                                   | 1937                 | 1950            |                        |
| 36f       | Salmson 4 places                                                   | 1937                 | 1950            |                        |
| 36g       | Taxi                                                               | 1937                 | 1950            |                        |
| 37a       | Motocycliste                                                       | 1937                 | 1950            |                        |
| 37b       | Motocycliste de police                                             | 1937                 | 1950            |                        |
| 37c       | Motocycliste "Royal Corps of Signals"                              | 1937                 | 1941            |                        |
| 38a       | Frazer-Nash BMW                                                    | 1940                 | 1950            |                        |
| 38b       | Sunbeam-Talbot                                                     | 1940                 | 1950            |                        |
| 38c       | Lagonda                                                            | 1940                 | 1950            |                        |
| 38d       | Alvis Sports                                                       | 1940                 | 1950            |                        |
| 38e       | Armstrong Siddeley cabriolet                                       | 1946                 | 1950            |                        |
| 38f       | Jaguar SS                                                          | 1946                 | 1950            |                        |
| 39        | Limousines                                                         | 1939                 | 1941            |                        |
| 39a       | Packard Super 8 Touring Sedan                                      | 1939                 | 1950            |                        |
| 39b       | Oldsmobile 6 Sedan                                                 | 1939                 | 1952            |                        |
| 39c       | Lincoln Zephyr Coupe                                               | 1939                 | 1952            |                        |
| 39d       | Buick Viceroy Saloon Car                                           | 1939                 | 1950            |                        |
| 39e       | Chrysler Royal Sedan                                               | 1939                 | 1952            |                        |
| 39f       | Studebaker State Commander Coupe                                   | 1939                 | 1950            |                        |
| 40a       | Riley Saloon                                                       | 1947                 | 1954            | Renumérotée en 158     |
| 40b       | Triumph 1800 Saloon                                                | 1948                 | 1954            | Renumérotée en 151     |
| 40d       | Austin Devon Saloon                                                | 1949                 | 1954            | Renumérotée en 152     |
| 40e       | Standard Vanguard Saloon                                           | 1948                 | 1954            | Renumérotée en 153     |
| 40f       | Hillman Minx Saloon                                                | 1951                 | 1954            | Renumérotée en 154     |
| 40g       | Morris Oxford Saloon                                               | 1950                 | 1954            | Renumérotée en 159     |
| 40h       | Austin Taxi                                                        | 1951                 | 1954            | Renumérotée en 254     |
| 40j       | Austin Somerset Saloon                                             | 1954                 | 1954            | Renumérotée en 161     |
| 42        | Coffret "Police"                                                   | 1936                 | 1941            |                        |
| 43        | Coffret "RAC"                                                      | 1935                 | 1941            |                        |
| 44        | Coffret "AA"                                                       | 1935                 | 1941            |                        |
| 45        | Garage en tôle                                                     | 1935                 | 1941            |                        |
| 46        | Ensemble de trottoirs                                              | 1937                 | 1950            |                        |
| 47        | Panneaux de signalisation                                          | 1935                 | 1950            |                        |
| 48        | Station-service et essence en tôle                                 | 1935                 | 1941            |                        |
| 49        | Coffret de pompes à essence                                        | 1935                 | 1953            |                        |
| 50        | Coffret "Flotte de guerre de la Royal Navy"                        | 1934                 | 1942            |                        |
| 50a       | Cuirassé "Hood"                                                    | 1934                 | 1942            |                        |
| 50b       | Cuirassé "Nelson"                                                  | 1934                 | 1942            |                        |
| 50c       | Croiseur "Effingham"                                               | 1934                 | 1942            |                        |
| 50d       | Croiseur "York"                                                    | 1934                 | 1942            |                        |
| 50e       | Croiseur "Delhi"                                                   | 1934                 | 1942            |                        |
| 50f       | Destroyer "Broke"                                                  | 1934                 | 1942            |                        |
| 50g       | Sous-marin "K"                                                     | 1934                 | 1942            |                        |
| 50h       | Destroyer "Amazon"                                                 | 1934                 | 1942            |                        |
| 50k       | Sous-marin "X"                                                     | 1934                 | 1942            |                        |
| 51        | Coffret "Paquebots célèbres"                                       | 1934                 | 1940            |                        |
| 51b       | "Europa"                                                           | 1934                 | 1940            |                        |
| 51c       | "Rex"                                                              | 1934                 | 1940            |                        |
| 51d       | "Empress of Britain"                                               | 1934                 | 1940            |                        |
| 51e       | "Strathaird"                                                       | 1934                 | 1940            |                        |
| 51f       | "Queen of Bermuda"                                                 | 1934                 | 1940            |                        |
| 51g       | "Britannic"                                                        | 1934                 | 1940            |                        |
| 52        | Cunard White Star "Queen Mary"                                     | 1934                 | 1940            |                        |
| 60        | Coffret "Avions britanniques"                                      | 1934                 | 1941            |                        |
| 60a       | Imperial Airways Liner                                             | 1934                 | 1941            |                        |
| 60b       | DH Leopard Moth                                                    | 1934                 | 1941            |                        |
| 60c       | Percival Gull                                                      | 1934                 | 1941            |                        |
| 60d       | Low wing monoplan                                                  | 1934                 | 1941            |                        |
| 60e       | General Monospar                                                   | 1934                 | 1941            |                        |
| 60f       | Cierva "Autogiro"                                                  | 1934                 | 1941            |                        |
| 60g       | DH "Comet"                                                         | 1935                 | 1941            |                        |
| 60g       | Light Racer                                                        | 1945                 | 1949            |                        |
| 60h       | Hydravion "Singapore"                                              | 1936                 | 1941            |                        |
| 60k       | Percival "Gull"                                                    | 1936                 | 1941            |                        |
| 60k       | Light tourer                                                       | 1945                 | 1949            |                        |
| 60m       | Hydravion quadrimoteur                                             | 1936                 | 1941            |                        |
| 60n       | Fairey "Battle", bombardier                                        | 1937                 | 1941            |                        |
| 60p       | Gloster "Gladiator"                                                | 1937                 | 1941            |                        |
| 60r       | Empire, hydravion                                                  | 1937                 | 1949            |                        |
| 60s       | Bombardier moyen camouflé                                          | 1938                 | 1940            |                        |
| 60s       | Fairey "Battle", bombardier camouflé                               | 1940                 | 1941            |                        |
| 60t       | Douglas DC3                                                        | 1938                 | 1941            |                        |
| 60v       | Armstrong Whitworth "Whitley", bombardier                          | 1937                 | 1941            |                        |
| 60w       | Hydravion "Clipper III"                                            | 1938                 | 1941            |                        |
| 60w       | Hydravion                                                          | 1945                 | 1949            |                        |
| 60x       | Atlantic, hydravion                                                | 1937                 | 1941            |                        |
| 60y       | Thompson Shell, ravitailleur                                       | 1938                 | 1940            |                        |
| 61        | Coffret "Avions de la R.A.F."                                      | 1937                 | 1941            |                        |
| 62a       | Vickers-Supermarine Spitfire                                       | 1940                 | 1941            |                        |
| 62a       | Spitfire                                                           | 1945                 | 1949            |                        |
| 62b       | Bristol "Blenheim", bombardier                                     | 1940                 | 1941            |                        |
| 62b       | Medium bomber                                                      | 1945                 | 1949            |                        |
| 62d       | Bristol "Blenheim", bombardier camouflé                            | 1940                 | 1941            |                        |
| 62e       | Vickers-Supermarine Spitfire camouflé                              | 1940                 | 1941            |                        |
| 62g       | Boeing "Flying Fortress"                                           | 1939                 | 1941            |                        |
| 62g       | Bombardier à long rayon d'action                                   | 1945                 | 1949            |                        |
| 62h       | Hawker Hurricane camouflé                                          | 1939                 | 1941            |                        |
| 62k       | Airspeed "Envoy", avion royal                                      | 1938                 | 1941            |                        |
| 62m       | Airspeed "Envoy", transport léger                                  | 1938                 | 1941            |                        |
| 62m       | Transport léger                                                    | 1945                 | 1949            |                        |
| 62n       | Junkers JU 90                                                      | 1938                 | 1941            |                        |
| 62p       | Ensign, avion de ligne                                             | 1938                 | 1941            |                        |
| 62p       | Armstrong Withworth, avion de ligne                                | 1945                 | 1949            |                        |
| 62r       | De Haviland "Albatross", avion postal                              | 1939                 | 1941            |                        |
| 62r       | Avion de ligne quadrimoteur                                        | 1945                 | 1949            |                        |
| 62s       | Hawker Hurricane                                                   | 1939                 | 1949            |                        |
| 62t       | Armstrong Whitworth "Whitley", bombardier camouflé                 | 1939                 | 1941            |                        |
| 62w       | Imperial Airways "Frobisher"                                       | 1939                 | 1941            |                        |
| 62x       | Avion de ligne anglais 40 places                                   | 1939                 | 1941            |                        |
| 62y       | Giant High Speed monoplane                                         | 1939                 | 1949            |                        |
| 63        | Mayo Composite Aircraft                                            | 1939                 | 1941            |                        |
| 63a       | "Maia", hydravion                                                  | 1939                 | 1941            |                        |
| 63b       | "Mercury", hydravion                                               | 1939                 | 1941            |                        |
| 63b       | Hydravion                                                          | 1945                 | 1954            | Renuméroté 700         |
| 64        | Coffret "Présentation d'avions"                                    | 1939                 | 1941            |                        |
| 65        | Coffret "Présentation d'avions"                                    | 1939                 | 1941            |                        |
| 66        | Coffret "Avions camouflés"                                         | 1940                 | 1941            |                        |
| 66a       | Bombardier lourd camouflé                                          | 1940                 | 1941            |                        |
| 66b       | Chasseur-bombardier camouflé                                       | 1940                 | 1941            |                        |
| 66c       | Chasseur biplace camouflé                                          | 1940                 | 1941            |                        |
| 66d       | Torpedo bombardier camouflé                                        | 1940                 | 1941            |                        |
| 66e       | Bombardier moyen camouflé                                          | 1940                 | 1941            |                        |
| 66f       | RAF cooperation Autogiro                                           | 1940                 | 1941            |                        |
| 67a       | Junkers 89, bombardier lourd                                       | 1940                 | 1941            |                        |
| 68        | Coffret d'avions en camouflage réglementaire                       | 1940                 | 1941            |                        |
| 68a       | Armstrong Whitworth "Ensign" camouflé                              | 1940                 | 1941            |                        |
| 68b       | "Frobisher" camouflé                                               | 1940                 | 1941            |                        |
| 70a       | Avro York, avion de ligne                                          | 1946                 | 1954            | Renuméroté 704         |
| 70b       | Tempest II, chasseur                                               | 1946                 | 1954            | Renuméroté 730         |
| 70c       | Viking, avion de ligne                                             | 1947                 | 1954            |                        |
| 70d       | Chasseur bimoteur                                                  | 1946                 | 1954            | Renuméroté 731         |
| 70e       | Gloster Meteor, chasseur à réaction                                | 1946                 | 1954            | Renuméroté 732         |
| 70f       | Shooting Star, chasseur à réaction                                 | 1946                 | 1954            | Renuméroté 733         |
| 100       | Lady Penelope's FAB 1                                              | 1966                 | 1977            |                        |
| 101       | Mobilier de salle à manger                                         | 1936                 | 1940            |                        |
| 101       | Sunbeam Alpine civile                                              | 1956                 | 1960            |                        |
| 101       | Thunderbirds II et IV                                              | 1967                 | 1973            |                        |
| 102       | Mobilier de chambre                                                | 1936                 | 1940            |                        |
| 102       | MG Midget                                                          | 1957                 | 1960            |                        |
| 102       | Voiture de Joe (série TV)                                          | 1969                 | 1976            |                        |
| 103       | Mobilier de cuisine                                                | 1936                 | 1940            |                        |
| 103       | Austin Healey 100                                                  | 1957                 | 1960            |                        |
| 103       | Spectrum Patrol Car                                                | 1968                 | 1976            |                        |
| 104       | Mobilier de salle de bains                                         | 1936                 | 1940            |                        |
| 104       | Aston Martin DB3S                                                  | 1957                 | 1960            |                        |
| 104       | Spectrum Patrol Car                                                | 1968                 | 1976            |                        |
| 105       | Accessoires de jardinage                                           | 1948                 | 1954            | Renumérotés 381 à 384  |
| 105       | Triumph TR2                                                        | 1957                 | 1960            |                        |
| 105       | Maximum Security Vehicle                                           | 1968                 | 1975            |                        |
| 106       | Austin Atlantic cabriolet                                          | 1954                 | 1958            | Renumérotation de 140a |
| 106       | "Prisoner" Mini Moke                                               | 1967                 | 1971            |                        |
| 106       | Thunderbirds II et IV                                              | 1967                 | 1979            |                        |
| 107a      | Diable                                                             | 1949                 | 1954            | Renuméroté 385         |
| 107       | Sunbeam Alpine compétition                                         | 1955                 | 1959            |                        |
| 107       | Stripey the Magic Mini                                             | 1969                 | 1970            |                        |
| 108       | MG Midget compétition                                              | 1955                 | 1959            |                        |
| 108       | Voiture de Sam (série TV)                                          | 1969                 | 1975            |                        |
| 109       | Austin Healey compétition                                          | 1955                 | 1959            |                        |
| 109       | Ford T de Gabriel (série TV)                                       | 1969                 | 1971            |                        |
| 110       | Aston Martin DB3S compétition                                      | 1956                 | 1959            |                        |
| 110       | Aston Martin DB5                                                   | 1965                 | 1971            |                        |
| 111       | Triumph TR2 compétition                                            | 1956                 | 1959            |                        |
| 111       | Carrosse de Cendrillon                                             | 1976                 | 1978            |                        |
| 112       | Austin Healey Sprite Mark II                                       | 1961                 | 1966            |                        |
| 112       | Triumph TR7 de Purdey (série TV)                                   | 1978                 | 1980            |                        |
| 113       | MG B                                                               | 1962                 | 1969            |                        |
| 114       | Triumph Sptifire                                                   | 1963                 | 1971            |                        |
| 115       | Plymouth Fury Sports                                               | 1969                 | 1969            |                        |
| 115       | Taxi "United Biscuit"                                              | 1979                 | 1979            |                        |
| 116       | Volvo 1800S                                                        | 1966                 | 1971            |                        |
| 117       | Caravane à toit transparent                                        | 1963                 | 1970            |                        |
| 118       | Coffret-cadeau "Planeur Triumph 2000"                              | 1965                 | 1970            |                        |
| 120       | Jaguar Type E                                                      | 1962                 | 1967            |                        |
| 120       | Happy Taxi                                                         | 1979                 | 1980            |                        |
| 121       | Coffret cadeau "Goodwood"                                          | 1963                 | 1966            |                        |
| 122       | Coffret cadeau "Tourisme"                                          | 1963                 | 1965            |                        |
| 122       | Volvo 265DL break                                                  | 1977                 | 1980            |                        |
| 123       | Coffret cadeau "Mayfair"                                           | 1963                 | 1965            |                        |
| 123       | Princess 2200 HL                                                   | 1977                 | 1980            |                        |
| 124       | Coffret "Vacances"                                                 | 1964                 | 1967            |                        |
| 124       | Rolls Royce Phantom V                                              | 1977                 | 1979            |                        |
| 125       | Coffret "Fun A'Hoy", canot                                         | 1964                 | 1969            |                        |
| 126       | Coffret "Salon de l'automobile"                                    | 1965                 | 1969            |                        |
| 127       | Rolls Royce Silver Cloud III                                       | 1969                 | 1972            |                        |
| 128       | Mercedes Benz 600                                                  | 1964                 | 1979            |                        |
| 129       | Volkswagen 1200                                                    | 1965                 | 1976            |                        |
| 130       | Ford Consul Corsair                                                | 1965                 | 1969            |                        |
| 131       | Cadillac Eldorado                                                  | 1956                 | 1963            |                        |
| 131       | Jaguar Type E 2+2                                                  | 1968                 | 1975            |                        |
| 132       | Packard                                                            | 1955                 | 1961            |                        |
| 132       | Ford 40 RV                                                         | 1967                 | 1974            |                        |
| 133       | Cunningham C-5R                                                    | 1955                 | 1960            |                        |
| 133       | Ford Cortina 1965                                                  | 1964                 | 1969            | Modernisation de 139   |
| 134       | Triumph Vitesse                                                    | 1964                 | 1968            | Modernisation de 189   |
| 135       | Triumph 2000                                                       | 1963                 | 1969            |                        |
| 136       | Vauxhall Viva                                                      | 1964                 | 1973            |                        |